# 库耶
库耶（法语：Couillet，瓦隆语：Couyet）是比利时沙勒罗瓦的一个辖区，位于埃諾省瓦隆大区内。 在19世纪和20世纪，该地曾是煤炭、冶金和化学工业的重要中心。在1977年比利时市镇合并之前，库耶是一个独立的市镇。截至2022年，该地约有11,500名居民。

## 地名学
库耶这一地名起源于古代，源自“Culiacum”（公元840年已见记载），意为“库利乌斯的领地”（Culius是一个高卢-罗马时期的姓名）。此外，当地的“Fiestaux”街区名称来源于拉丁语“fastigium altum”，意为“高峰”或“山顶”。

## 地理

### 自然地理
库耶的地势起伏较大，海拔在100米至200米之间。其北部毗邻桑布尔河，与蒙蒂尼-苏尔-桑布尔隔河相望。库耶沿桑布尔河一带曾有多个工业场地。
库耶的桑布尔河坡地及其与洛韦尔瓦尔（Loverval）交界的高原地区，地下多为石灰岩层。过去，索尔维公司（Solvay）曾在此开采石灰岩，用于生产烧碱（氨碱法）。在库耶与沙特莱交界的喀斯特洼地中，有一处库耶地层（Formation de Couillet），其中含有细砂及薄层粘土。历史上，该地层的细砂曾被用于铸造业，与下层的艾克利內砂混合后，被用于金属铸件的制模。
库耶地下的煤层靠近桑布尔河，这一地理条件促进了矿业与煤炭开采业的发展。其中，Fiestaux的圣玛丽矿井（Puits Sainte-Marie）以及与马尔西内勒（Marcinelle）交界的“Pêchon”5号矿井曾是当地重要的煤矿。

### 水文地理
库耶的主要水系为桑布尔河，该河流经库耶北部。此外，该地还有多条溪流汇入桑布尔河，包括：圣于贝尔溪（Ruisseau de Saint-Hubert），发源于洛韦尔瓦尔；海溪（Ruisseau des Haies），源自马尔西内勒-洛韦尔瓦尔休闲中心的湖泊；纳兰河溪（Ruisseau de Nalinnes）；洛韦尔瓦尔溪（Ruisseau de Loverval）；库耶溪（Ry de Couillet），此溪流将库耶与马尔西内勒分隔开。

### 林地
库耶在与沙特莱接壤处拥有博比耶林地。

### 尾矿堆
菲斯托区的尾矿堆，是位于同名旧矿井遗址附近的小型尾矿堆。

## 人口统计
| 1801 | 1846 | 1900 | 1947  | 1977  | 2001  |
| ---- | ---- | ---- | ----- | ----- | ----- |
| 332  | 2124 | 9872 | 12931 | 13234 | 11373 |

## 历史
该村庄历史悠久，考古发掘和地名均显示自古罗马时代以来已有居民活动。840年，在一份有利于尼韦尔修道院教团的宪章中，首次以“Culiacum ad Sabium”（桑布尔河畔的Culiacum）的名称提及此地。966年，在奥托一世的一份文书中再次提及。从地理上看，该村落曾坐落于环绕桑布尔河的群山之上，该处曾被称为“Fiest-haut”。
直到1796年，库耶一直是列日公国的一部分。1161年，普雷蒙特利修道士在“Fiest-haut”山丘上建造了库耶的第一座教堂，奉献给圣凯瑟琳。15世纪初，圣凯瑟琳教堂以及大量房屋被那慕尔伯爵若望三世在与列日公国的斗争中焚毁。被摧毁且人口锐减的教区随即并入马尔西内勒教区。1520年，居民要求将库耶和马尔西内勒分开独立。1545年，在距教堂几米之遥处建造了一座城堡。1579年，库耶再次成为独立教区，脱离马尔西内勒，列日主教将其设为独立的封邑。1660年，库耶获准设立铸造厂。法国大革命前，库耶的最后一任封君是蒂博家族。在封建时代遗留的城堡中，一座名为“La Tourette”的城堡塔建于16世纪，现位于市政广场下方；另一座带有塔楼的城堡则位于俗称“玻璃厂区”的旁边。
1796年，法国大革命引发的战争导致列日公国（以及库耶）被并入法国领土。法国革命者将该村改名为“Violette-sur-Sambre”，一方面以示与昔日公国体制决裂，另一方面彰显库耶诗意而乡村的面貌。1825年，人口仅有395人，当时的库耶不过是一个半农业、半林业的村庄。

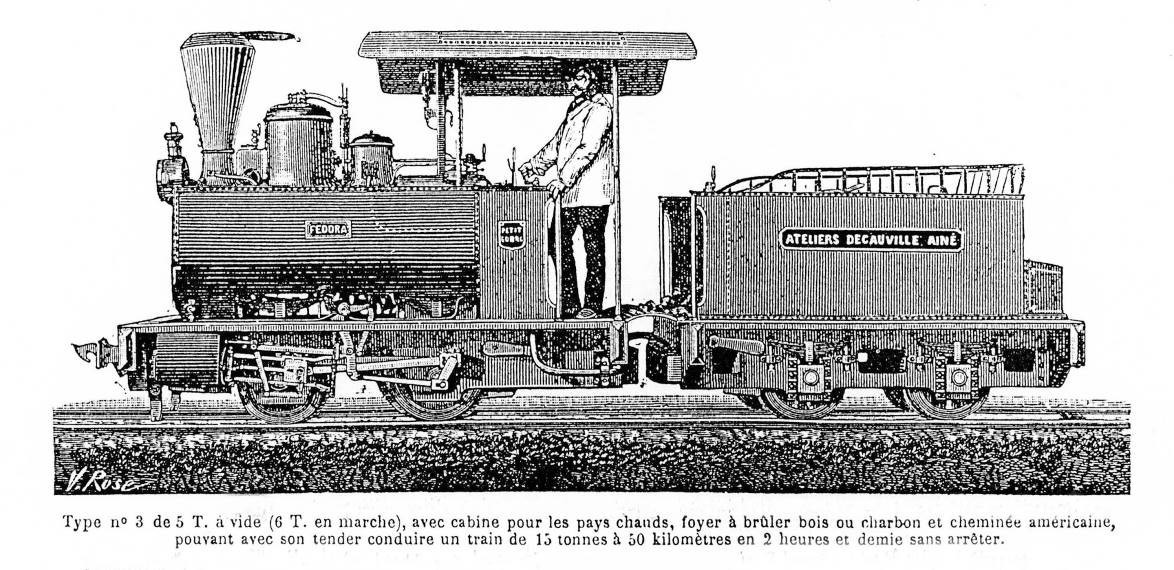
由马尔西内勒与库耶联合股份公司为德考维尔公司生产的蒸汽机车。

进入19世纪初，随着第一次工业革命的兴起，库耶的面貌发生了根本性变化。煤矿开始在菲斯托区以及马尔西内勒边界附近设立并开采煤炭。1835年，一个大型钢铁联合综合体在桑布尔河谷建成，由马尔西内勒与库耶高炉、工厂及煤矿公司建设。这座工厂当时是比利时最大的炼铁厂，由七座大型高炉组成，专用于焦炭铸铁生产，并辅以一个大型机械制造车间和轧钢厂。从这些工厂中生产出的库耶-埃诺机车被销往比利时及全球。燃料来自马尔西内勒的煤矿，矿石则通过桑布尔河右岸的铁路运输。

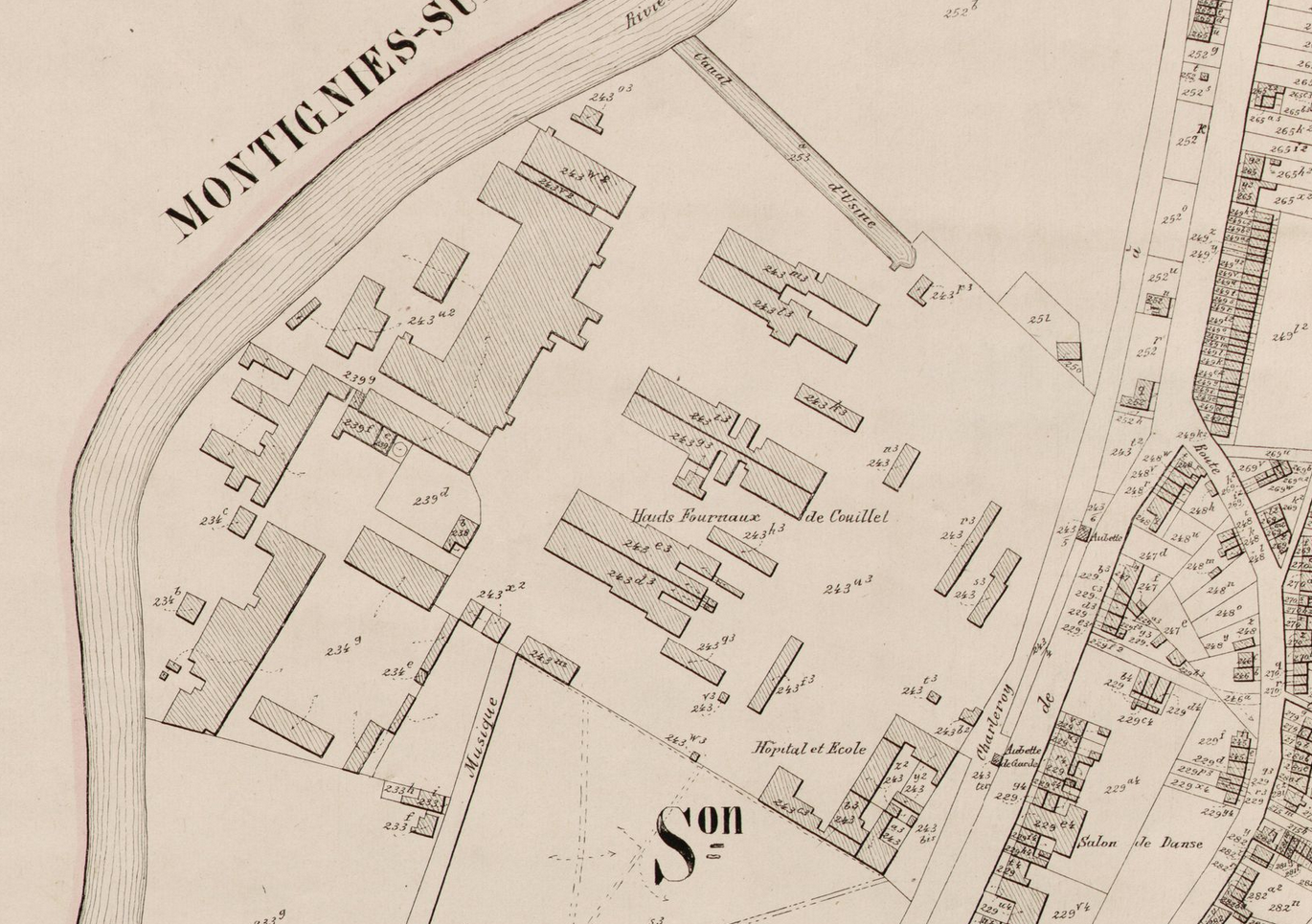
约1865年的高炉。摘自比利时地籍分区图集。

同样在库耶，欧内斯特·索尔维与其兄弟阿尔弗雷德·索尔维于1863年设立了他们的第一家烧碱厂，此前他们已就革命性的“索尔维法”申请了专利。他们选择在库耶落户绝非偶然，因为库耶是全球玻璃工业的中心，玻璃生产对烧碱的消耗极大。从20世纪初到20世纪80年代，菲斯托区的石灰岩采石场由索尔维公司用于生产烧碱。随着菲斯托区石灰岩储量的枯竭，索尔维于1993年停止在库耶工厂生产碳酸钠。
1889年，马丁-西门斯炼钢厂在库耶建成，该厂采用马丁-西门斯法制造战争物资，如装甲塔和不同口径的炮弹。1892年又建成一座贝塞麦转炉，1894年则建成一座辊轧机。
第一次世界大战爆发时，1914年8月22日，德军处决了18名平民，并毁坏了406座建筑。涉事部队为第19预备步兵师。这些事件构成了1914年德国暴行的一部分。1914年8月23日，该市在帕朗维尔城堡签署的一项条约中以其名称命名。实际上，这是一笔沉重的战争赔偿，由德国将军马克斯·冯·巴尔费尔特强加给沙勒罗瓦及周边市镇。
第二次世界大战期间，1944年4月11日，美国B-26“掠夺者”中型轰炸机袭击了库耶的編組場，因炸弹散落，给邻近的布菲乌造成严重破坏。
在20世纪60年代以前，得益于炼钢厂和煤矿业的发展，该地区曾极为繁荣。但随着重工业和采掘业的相继关闭，该地区已不复昔日辉煌。索尔维工厂现已被彻底拆除，仅存索尔维赌场，作为欧内斯特·索尔维社会理念的最后遗迹，等待新的用途。
1977年，库耶与另外14个市镇合并，组建成为沙勒罗瓦市的一部分。
进入20世纪末，库耶面临的主要挑战之一是旧工业用地的再利用。这些场地正被重新规划，用于环境或商业用途。2013年，库耶建成了一个名为Valtris的大型自动废物分拣中心，该中心隶属于沙勒罗瓦地区现称Tibi的垃圾收集与处理跨市联合体。2021年6月，Valtris废物分拣中心经过现代化改造，依托其尖端技术，能够将蓝色垃圾袋中的废物分离为14种不同的组分，服务于纳慕尔省、瓦隆布拉班特省、卢森堡省以及沙勒罗瓦地区约170万居民。2014年，一个名为Bellefleur的购物中心在库耶中心落户，其位置紧邻自1980年代末穿越该市的比利时R3环路，其名称意指“美丽花朵”，同时也致敬于该市矿业往昔使用的带轮底盘。

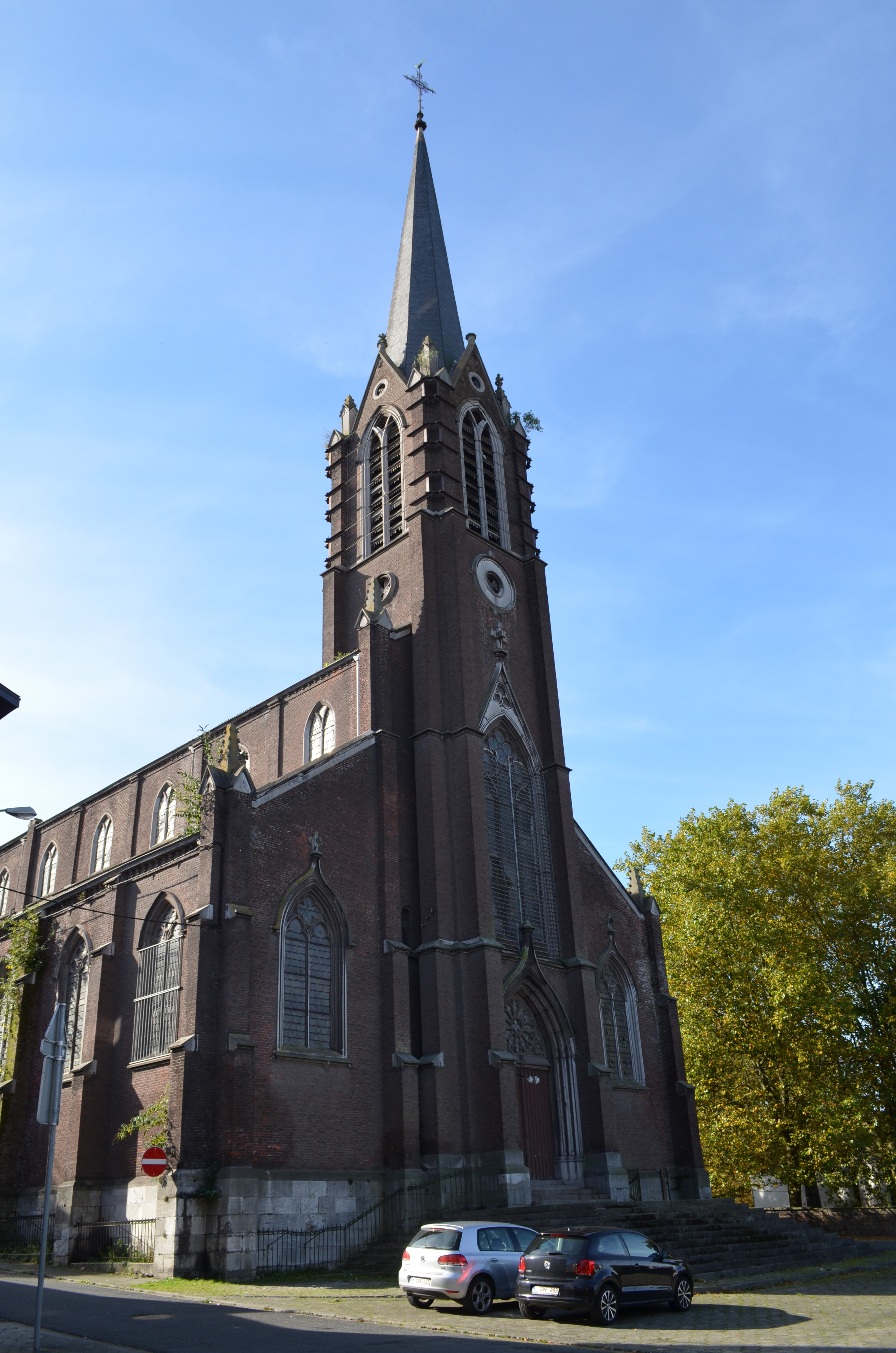
圣巴西尔教堂。